# بولئیت
بولئیت  (به انگلیسی: Boleite) با فرمول شیمیایی Pb26 Ag9 Cu24 Cl62 (OH)48 /101/ از مجموعه کانی هاست و بهترین نوع بلور آن در ناحیه Boleo مکزیک کشف گردیده‌است. از مکانی بنام Boleo در مکزیک گرفته شده‌است. حل شونده در اسیدها برای اولین بار در مکزیک کشف شد و از نظر شکل بلور: پسودوکوبیک - پسودودودکائدریک، رنگ: آبی روشن - آبی لاجوردی - آبی تیره، شفافیت: نیمه شفاف، جلا: شیشه‌ای - صدفی، رخ: عالی - مطابق با سطح خوب - مطابق با سطح و در رده‌بندی هالوژن است  و منشأ تشکیل آن ثانوی است.
همایند کانی‌شناسی (پارانژ) آن - آتاکامیت- کوپریت- آزوریت- مالاکیت است
، از نظر ژیزمان بلور کمیاب است و بیشتر در مکزیک، آمریکا و استرالیا یافت می‌شود.

## منبع
- پردیس کشاورزی ایران